# Allograpta hastata
Allograpta hastata är en tvåvingeart som beskrevs av Fluke 1942. Allograpta hastata ingår i släktet Allograpta och familjen blomflugor. Inga underarter finns listade i Catalogue of Life.